# Vigevano

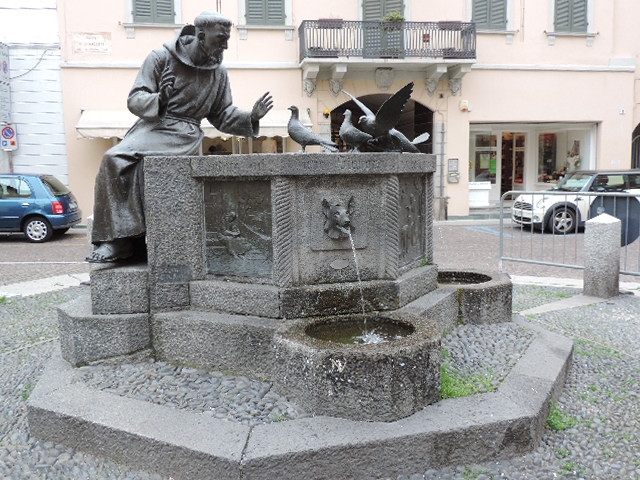
Fontana di San Francesco

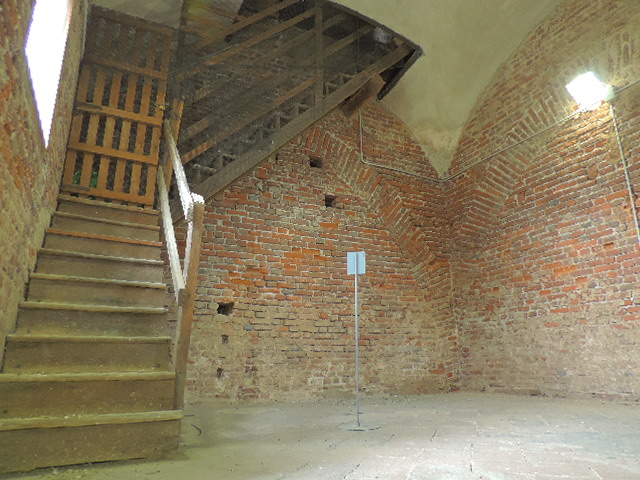
Interno della Torre del Bramante

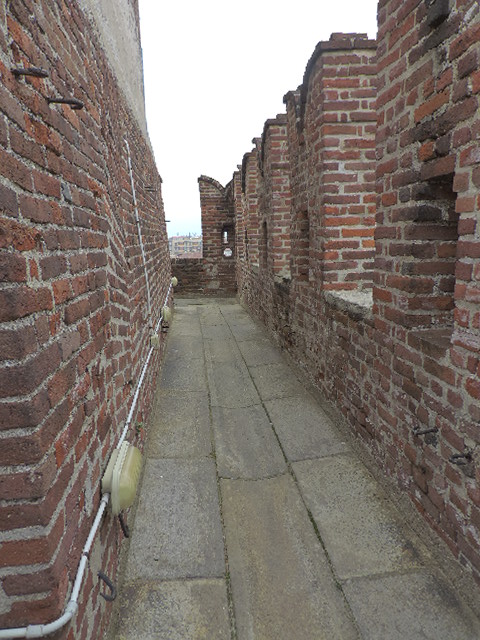
Merlatura che circonda la Torre del Bramante

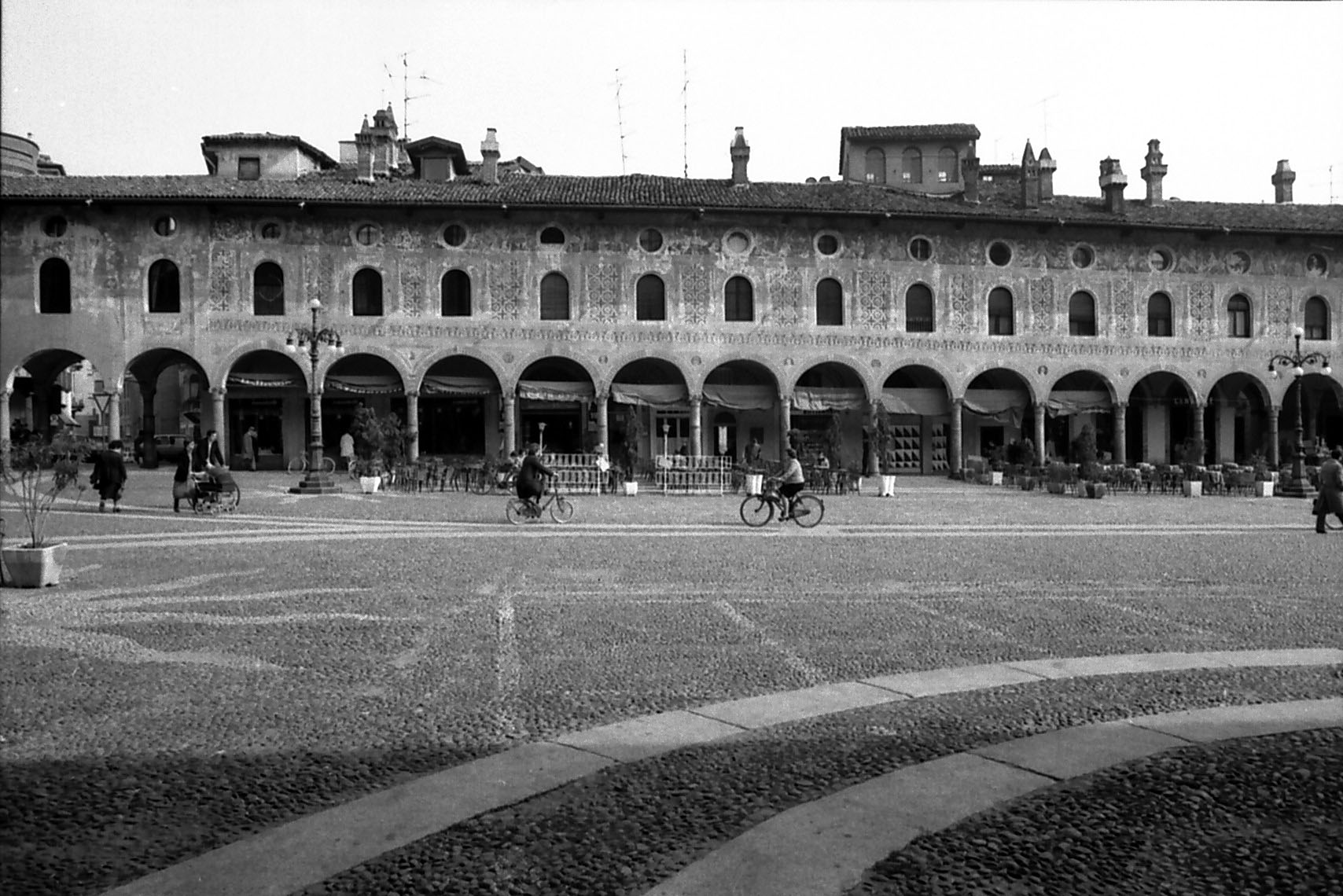
Piazza Ducale il 1º aprile 1980

Vigevano (IPA: [viˈʤevano] o [viˈʤɛvano], Avgevan in dialetto vigevanese) è un comune italiano di 63 030 abitanti della provincia di Pavia in Lombardia.
Centro industriale di rilievo nazionale, Vigevano è nota per essere stata a lungo uno dei principali centri di produzione di scarpe nel mondo. Nel 1866 vi sorse il primo calzaturificio a modello industriale, aprendo una stagione che nel secolo successivo avrebbe portato il capoluogo lomellino a produrre decine di milioni di scarpe esportate in tutto il mondo, guadagnandosi l'appellativo di "capitale della scarpa". Ancora oggi il Museo internazionale della calzatura, ospitato nei locali del Castello Sforzesco, conserva le testimonianze di un periodo cruciale della storia industriale italiana. Il comune è il secondo della provincia per numero di abitanti, dopo il capoluogo, e primo per superficie, compreso interamente nel parco naturale lombardo della Valle del Ticino.
Ha a lungo goduto di diverse autonomie nel corso della sua storia, già libero comune federato nella seconda Lega Lombarda e capoluogo del Vigevanasco, oltre che sede vescovile. È stata inoltre la prima città lombarda ad aver ottenuto in epoca moderna il titolo di città.

## Geografia fisica

### Territorio
Vigevano si trova nella Lomellina nord-orientale, sulla sponda destra del fiume Ticino, che lo separa dalla città metropolitana di Milano. Il paesaggio, trovandosi Vigevano all'interno della Pianura Padana, è pianeggiante.

### Clima
Vigevano presenta un clima temperato caldo, stabilmente umido, con estate molto calda (classificazione Köppen-Geiger Cfa) tipico della pianura Padana. Gli inverni sono umidi e freddi (media 3,1 °C), ed estati assai calde e parimenti umide (media 21,7 °C). Le precipitazioni raggiungono il picco massimo nel mese di ottobre (122 mm) e il picco minimo nel mese di luglio (58 mm), totalizzando un dato annuo di 1003 mm.
| Mese                | Mesi | Mesi | Mesi | Mesi | Mesi | Mesi | Mesi | Mesi | Mesi | Mesi | Mesi | Mesi | Stagioni | Stagioni | Stagioni | Stagioni | Anno  |
| Mese                | Gen  | Feb  | Mar  | Apr  | Mag  | Giu  | Lug  | Ago  | Set  | Ott  | Nov  | Dic  | Inv      | Pri      | Est      | Aut      | Anno  |
| ------------------- | ---- | ---- | ---- | ---- | ---- | ---- | ---- | ---- | ---- | ---- | ---- | ---- | -------- | -------- | -------- | -------- | ----- |
| T. max. media (°C)  | 5,5  | 8,4  | 13,1 | 17,5 | 22,0 | 25,8 | 28,7 | 27,7 | 24,1 | 17,8 | 11,2 | 6,5  | 6,8      | 17,5     | 27,4     | 17,7     | 17,4  |
| T. media (°C)       | 1,9  | 4,2  | 8,2  | 12,2 | 16,6 | 20,2 | 22,8 | 22,1 | 18,8 | 13,1 | 7,4  | 3,1  | 3,1      | 12,3     | 21,7     | 13,1     | 12,5  |
| T. min. media (°C)  | −1,6 | 0,1  | 3,4  | 7,0  | 11,3 | 14,7 | 17,0 | 16,6 | 13,5 | 8,5  | 3,7  | −0,3 | −0,6     | 7,2      | 16,1     | 8,6      | 7,8   |
| Precipitazioni (mm) | 59   | 69   | 87   | 94   | 100  | 81   | 58   | 83   | 78   | 122  | 108  | 64   | 192      | 281      | 222      | 308      | 1 003 |

## Storia

### Le origini
Il territorio del comune di Vigevano fu popolato fin dall'età preromana, come testimoniano i numerosi rinvenimenti archeologici scoperti in varie aree del territorio comunale, e in particolar modo presso la Sforzesca. Per quanto nel Novecento fu rinvenuto un breve tratto (purtroppo non ben indagato) di strada, forse di età romana, nel centro storico cittadino, non esistono prove che documentino l'esistenza di un insediamento in età romana. Il primo documento che prova con certezza l'esistenza di un castrum (insediamento fortificato) a Vigevano risale al 963, si trattava di un recinto fortificato posto nel punto più elevato, all'interno del quale potevano, nei momenti di pericolo, rifugiarsi gli abitanti dei dintorni.
Nel XII secolo le fortificazioni precarie furono sostituite da strutture più solide e l'insediamento crebbe, all'interno dell'area fortificata, ora difesa anche da un fossato; sorsero così numerose case e magazzini. Tuttavia, l'insediamento fu a lungo conteso tra Pavia e Milano e, soprattutto nel Duecento, fu più volte saccheggiato, distrutto e ricostruito. Vigevano fu concessa a Pavia dal Barbarossa nel 1154, conquistata dai milanesi nel 1157, per poi tornare sotto il controllo di Pavia. Nel 1197 Vigevano fu elevata al rango di borgo della città di Pavia e, in quell'occasione, fu costruita nel castello un'alta torre.
Fu assediata e conquistata dai milanesi nel 1201 e nel 1212, tuttavia rimase parte del distretto pavese fino agli anni '50 del Duecento, quando divenne stabile possesso milanese.
È in questo periodo, nel 1227, che come libero comune aderì alla seconda Lega Lombarda, dalla quale si distaccò nel 1237, quando l'esercito di Federico II sconfisse le forze della lega nella battaglia di Cortenuova, e Vigevano si riavvicinò all'imperatore.
In seguito, con l'avvento delle signorie, le condizioni migliorarono; tra il XIV e il XV secolo il borgo divenne feudo dapprima dei Della Torre, poi dei Visconti e infine, tra il 1450 e 1535, degli Sforza.

### I Visconti e gli Sforza

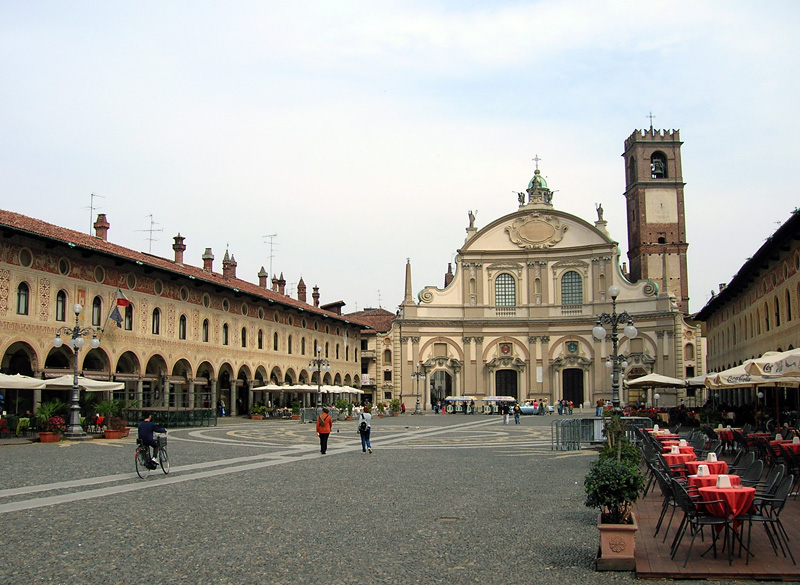
Piazza Ducale e il Duomo

Durante il periodo sforzesco Vigevano raggiunse il suo periodo di massimo splendore, divenendo una delle residenze ducali e centro manifatturiero di notevole importanza per la lavorazione dei panni di lana e di lino.
Nel XIV secolo il borgo migliorò le sue condizioni, soprattutto in virtù degli importanti mutamenti urbanistici introdotti dai Visconti che culminarono nella costruzione dei terraggi (per agevolare il lavoro all'esterno), della rocca (per proteggere il borgo) e nel potenziamento del castello (con l'erezione delle mura). Durante il governo di Luchino Visconti venne costruita la possente Strada Coperta (1347) che collegava il Castello alla Rocca scavalcando le case del borgo.
Gli interventi viscontei non si limitarono alle fortificazioni, un grande ponte in legno fu gettato sul Ticino dai Visconti nei primi anni del XIV secolo, ma esso fu incendiato dalla flotta pavese nel 1315. Un nuovo ponte fu fatto realizzare da Luchino Visconti, ma fu nuovamente distrutto dai pavesi nel 1356 e mai più ricostruito.
L'ultimo dei Visconti, Filippo Maria, morì nel 1447 senza lasciare eredi: a Milano si proclamò così l'Aurea Repubblica Ambrosiana, a cui Vigevano aderì. Quando Francesco Sforza tentò di impossessarsi del potere, Vigevano si ribellò e nell'aprile del 1449 espulse il podestà e il comandante del presidio proclamandosi libero comune, alleandosi con Milano. Le truppe sforzesche posero l'assedio alla città per circa venti giorni, portando numerosi assalti contro i lomellini asserragliati tra le mura del castello. L'impegno del popolo vigevanese, guidato dall'eroina Camilla Rodolfi, non fu però sufficiente: il 6 giugno la città si arrese, riuscendo comunque a ottenere una serie di privilegi commerciali e amministrativi. Conquistato il potere, Francesco Sforza pensò di realizzare a Vigevano una grande azienda agricola, tuttavia le condizioni delle finanze ducali, ancora prostrate dalle spesi militari, non consentirono al primo Sforza di mettere in atto il suo progetto.
Dopo la morte di Galeazzo Maria Sforza, ricordato a Vigevano per aver realizzato alcune scuderie nel castello e allevamenti di cani da caccia, gli succedette il giovane figlio Gian Galeazzo Maria. Fu allora che Ludovico il Moro, fratello di Galeazzo, tentò di impadronirsi del potere assumendo la reggenza nel 1480 e divenendo poi duca di Milano nel 1494.
La presenza degli Sforza a Vigevano fu sporadica e occasionale fino al 1485. Nonostante la grande attrattiva del luogo la città non offriva strutture adeguate alla vita di corte. Il castello trecentesco, nonostante i primi interventi edilizi sforzeschi, era ancora piccolo, privo di locali adatti alla magnificenza cortigiana e poco confortevole. Gli ospiti forestieri venivano spesso portati a Vigevano, ma non sempre c’era il modo di alloggiarli decorosamente. Ancora nel 1490 la sede vigevanese non era ritenuta adeguata a ricevere ospiti importanti. Non a caso, i ricevimenti degli ambasciatori veneziani, solo per citare un caso, che esigevano un protocollo molto ricercato e pomposo, avvenivano a Pavia dove molti nobili avevano palazzi magnificenti e adatti ad alloggiare i seguiti degli ospiti, mentre a Vigevano le case dei nobili non erano abbastanza lussuose e l’unica soluzione praticabile era di sfrattare temporaneamente dai loro appartamenti i cortigiani e i membri di casa Sforza per far posto ai nuovi venuti.
Negli anni’90 del Quattrocento le cose cambiarono e i soggiorni a Vigevano del duca Giangaleazzo e di Ludovico il Moro (e in seguito delle rispettive consorti Isabella d’Aragona e Beatrice d’Este) si fecero più frequenti, mentre diminuì la presenza dei signori a Milano e a Pavia se non per le solennità ufficiali e per le convocazioni dei consigli e le udienze generali.
Il Moro si occupò di abbellire Vigevano avviando dapprima la bonifica del territorio, migliorando il sistema di irrigazione a beneficio dell'agricoltura e costruendo la grande fattoria modello denominata Sforzesca, a sud della città. In seguito fece ampliare il castello costruendo nuove scuderie e nuovi edifici quali la Loggia delle Dame, la Falconiera e la Torre, a opera di Donato Bramante; contemporaneamente avviò la costruzione della grandiosa piazza Ducale, terminata nel 1494.

### Dopo il 1500

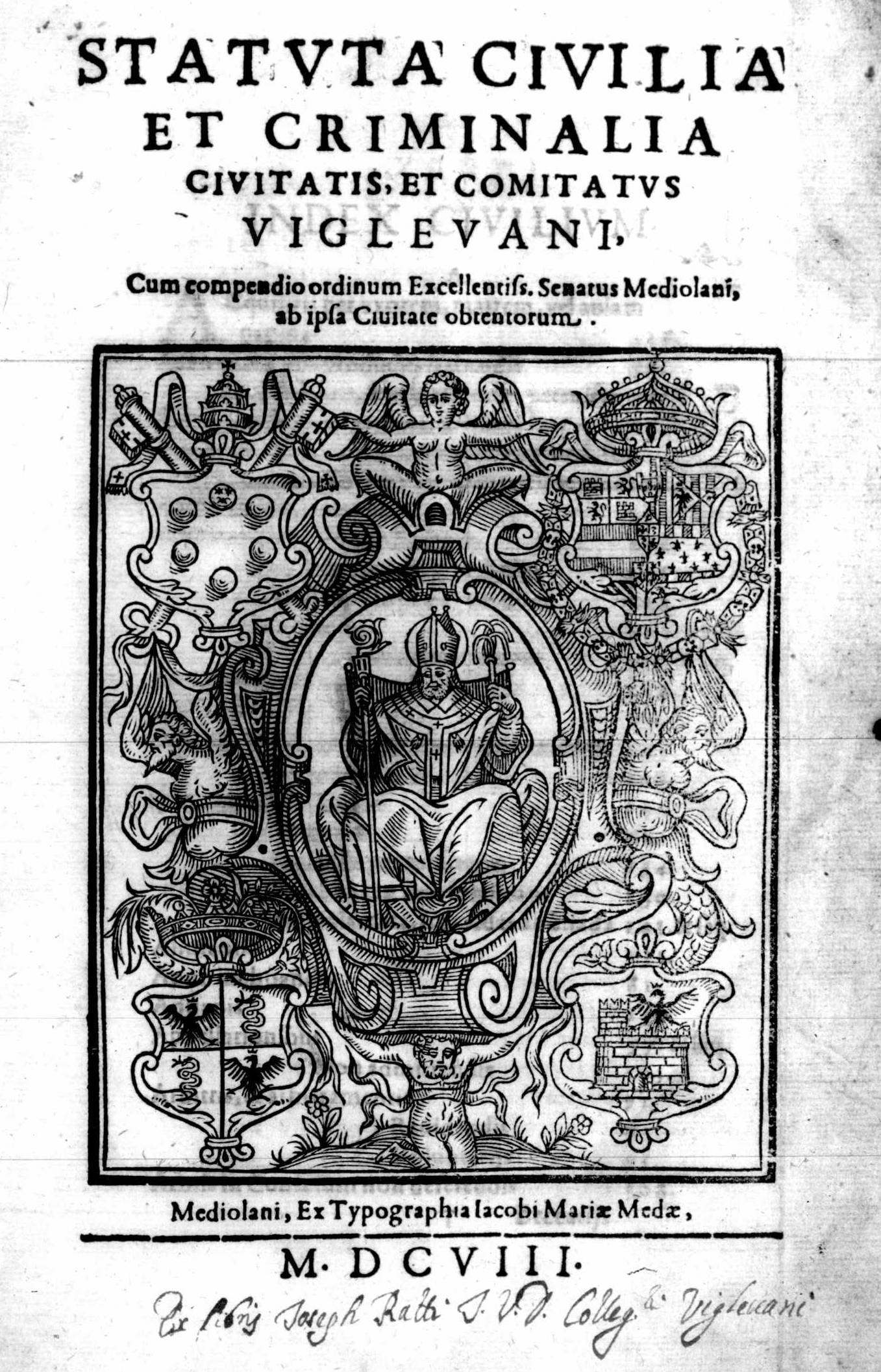
Gli statuti civili e penali del Comune di Vigevano (Statuta civilia et criminalia civitatis et comitatus Viglevani, 1608)

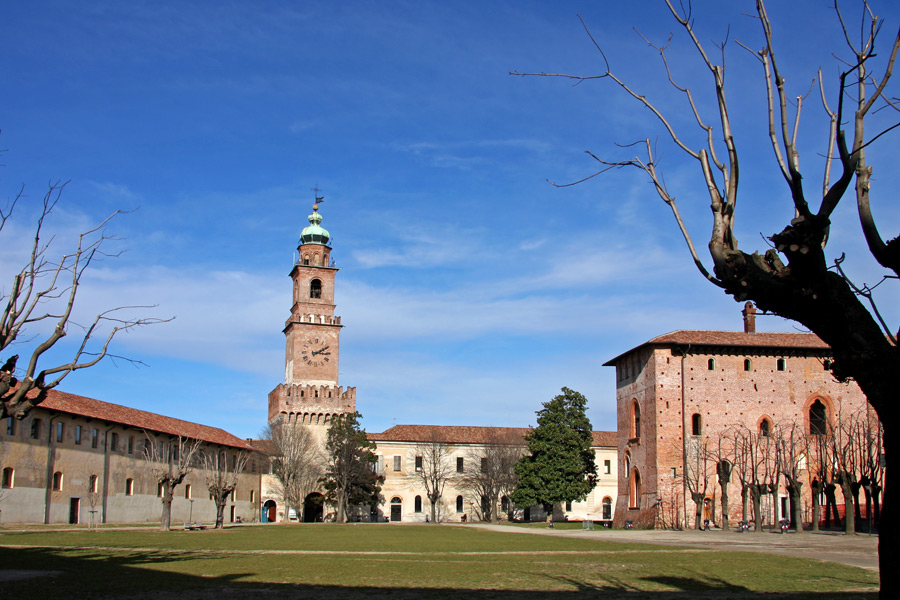
Un'immagine del complesso del castello

Nel 1500, con la sconfitta del Moro, catturato dai francesi a Novara, per Vigevano si chiuse il breve periodo aureo del rinnovamento urbanistico. Seguirono anni di difficoltà con guerre e occupazioni straniere, controbilanciate solo in parte da una rinnovata e consolidata autodeterminazione amministrativa. Nel marzo 1530 Francesco II Sforza, ultimo Duca di Milano, ottenne infatti da Papa Clemente VII l'erezione di Vigevano al rango di città e sede vescovile, e nel 1532 a capoluogo del Vigevanasco, entità amministrativa autonoma che per due secoli avrebbe riunito un'importante fetta di territorio nella Lomellina settentrionale, con alcuni dei suoi centri più importanti come Gambolò e Robbio, oltre naturalmente al capoluogo Vigevano. Alla sua morte la città cadde però sotto un lungo e difficile dominio spagnolo, attraversando un XVII secolo segnato da carestie, epidemie di peste e assedi. Nel 1645 Vigevano fu occupata dall'esercito di Tommaso di Savoia e nel 1658 fu conquistata dai francesi. Nel 1696 a Vigevano i delegati di Austria, Francia, Inghilterra e del Duca di Savoia stabilirono un accordo che poneva fine alla guerra della Grande Alleanza e fissava le premesse per la successiva pace di Rijswijk.
Dopo una breve dominazione austriaca, nel 1745 la città entrò a far parte del Regno di Sardegna; sotto il dominio sabaudo l'industria e il commercio rifiorirono e il 6 marzo 1750 la città diviene a tutti gli effetti capoluogo della Provincia di Vigevano, con la nomina del primo Intendente, la massima carica all'interno delle province sabaude. Dopo la parentesi della dominazione napoleonica nel 1814 la città torna ai Savoia.
Il 9 agosto 1848, nel corso della Prima guerra di indipendenza italiana, presso l'attuale vescovado venne firmato l'armistizio di Salasco che prevedeva una tregua di sei settimane, tra Austria e Piemonte; in seguito, il 21 marzo 1849 venne combattuta la battaglia della Sforzesca in cui i piemontesi ebbero la meglio sugli austriaci.
Con il decreto Rattazzi del 1859 Vigevano e la Lomellina diventano definitivamente territorio della Provincia di Pavia, concludendo una plurisecolare autonomia solo in parte mantenuta fino al 1926 attraverso il Circondario della Lomellina, il cui capoluogo era però Mortara, a dispetto del primato storico, economico e religioso di Vigevano. Da allora, nonostante la volontà di alcuni singoli esponenti politici, la necessità di una nuova autodeterminazione della città e del territorio scompaiono dal dibattito pubblico locale. Unica eccezione, in ottica però di riorganizzazione amministrativa e non di autonomia, la parentesi negli anni 2010 finalizzata al passaggio del solo comune di Vigevano dalla provincia di Pavia alla confinante città metropolitana di Milano, congelata in ultima istanza dalla Regione e dalla stessa Città metropolitana.

### L'industrializzazione
Nel 1846 nasce a Vigevano il primo birrificio Peroni a opera del suo fondatore, Francesco.
Nel 1854 viene inaugurata la linea ferroviaria Vigevano-Mortara e nel 1870 il prolungamento fino a Milano.
Nel 1866 sorse a Vigevano, città da sempre vocata alla manifattura, il primo calzaturificio italiano (Luigi Bocca); in circa 40 anni i laboratori diventarono 36 e quasi 10 000 le persone occupate nel settore (molte delle quali lavoranti a domicilio); nel 1937 si contavano 873 aziende con 13.000 dipendenti fino ad arrivare a 900 aziende con quasi 20 009 addetti nel 1965. Parallelamente all'industria calzaturiera, di cui Vigevano fu uno dei principali centri a livello internazionale, si diffuse anche l'industria tessile per la lavorazione della seta e del cotone.
Nel secondo dopoguerra il settore tessile si ridimensionò fortemente, così come quello calzaturiero, che, dopo il boom degli anni cinquanta e sessanta, iniziò un drastico declino, compensato solo in parte dallo sviluppo dell'industria metalmeccanica finalizzata a produrre macchinari per la lavorazione delle calzature, che resiste nonostante la forte concorrenza dei paesi emergenti. Il settore calzaturiero è ancora presente e Vigevano, insieme a Parabiago (MI), rimane uno dei più importanti centri di produzione di calzature nel Nord Italia, tuttavia in una forma molto minore rispetto al passato.

### Simboli

Il gonfalone comunale

Lo stemma e il gonfalone sono stati concessi con decreto del presidente della Repubblica del 9 gennaio 2001.
Il gonfalone è un drappo di bianco bordato di rosso.
La bandiera è costituita da un drappo di bianco bordato di rosso caricato dello stemma comunale.

## Monumenti e luoghi d'interesse

### Architetture religiose
A Vigevano sono presenti molti edifici religiosi; tra i più importanti ci sono: 
- Cattedrale di Sant'Ambrogio
- Chiesa di San Pietro Martire
- Chiesa di San Francesco
- Chiesa della Madonna della Neve
- Chiesa di San Bernardo
- Chiesa di Santa Maria del Popolo
- Chiesa del Santissimo Crocifisso
- Chiesa della Beata Vergine Addolorata
- Chiesa di Cristo Re
- Chiesa del Cuore Immacolato di Maria
- Chiesa di San Dionigi
- Chiesa di San Giuseppe
- Chiesa dei Cappuccini
- Chiesa del Sacro Cuore di Gesù
- Chiesa di San Carlo
- Chiesa di San Giorgio in Strata
- Chiesa di Sant'Ignazio di Loyola
- Chiesa della Madonna degli Angeli
- Chiesa-santuario della Madonna di Pompei
- Chiesa di Santa Maria del Carmine
- Chiesa di Santa Maria del Parto
- Chiesa di San Martino
- Chiesa di Sant'Antonio Abate alla Morsella
- Chiesa della Beata Vergine di Caravaggio
- Chiesa della Beata Vergine Immacolata
- Palazzo Vescovile

### Architetture civili

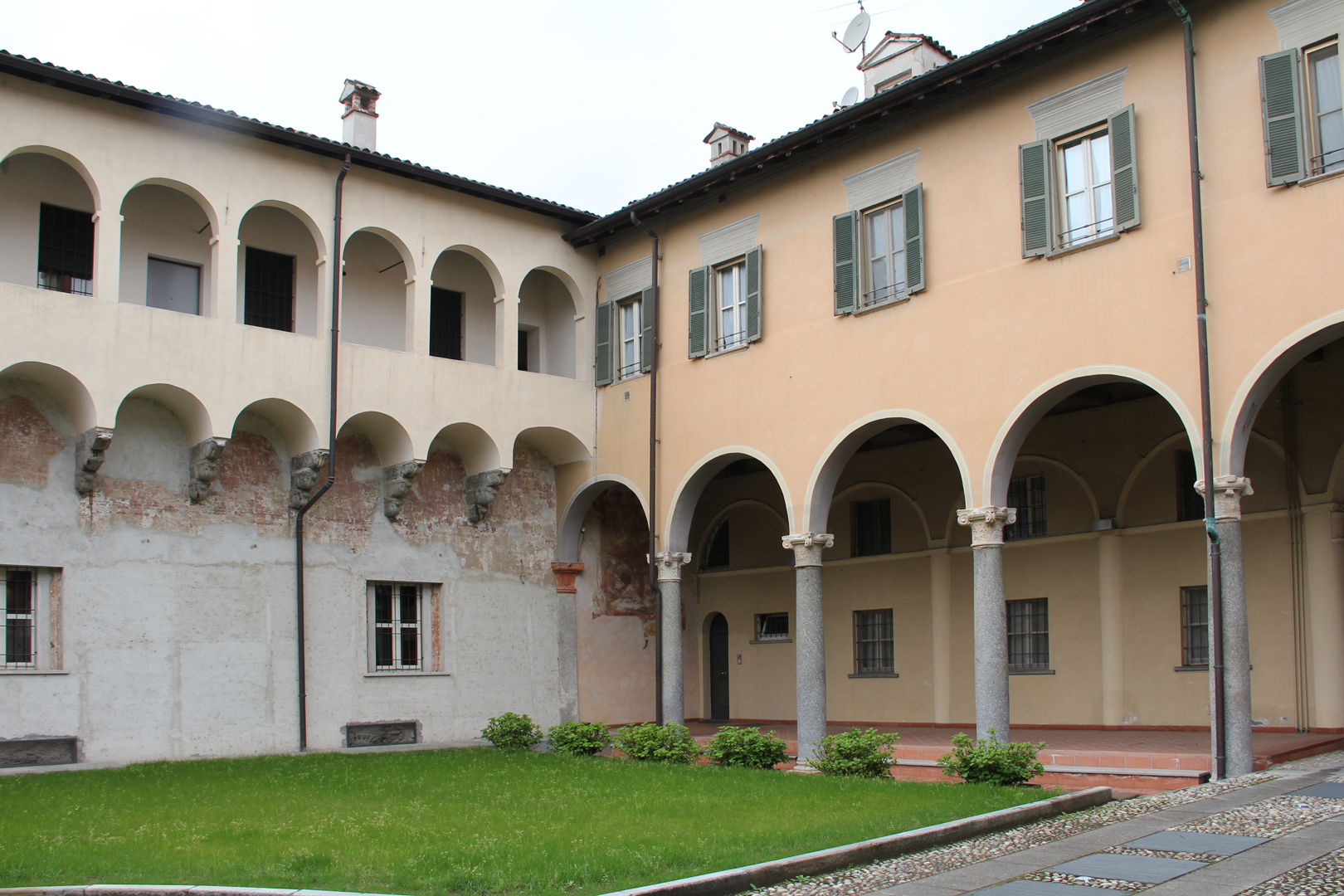
Cortile, angolo nord-ovest

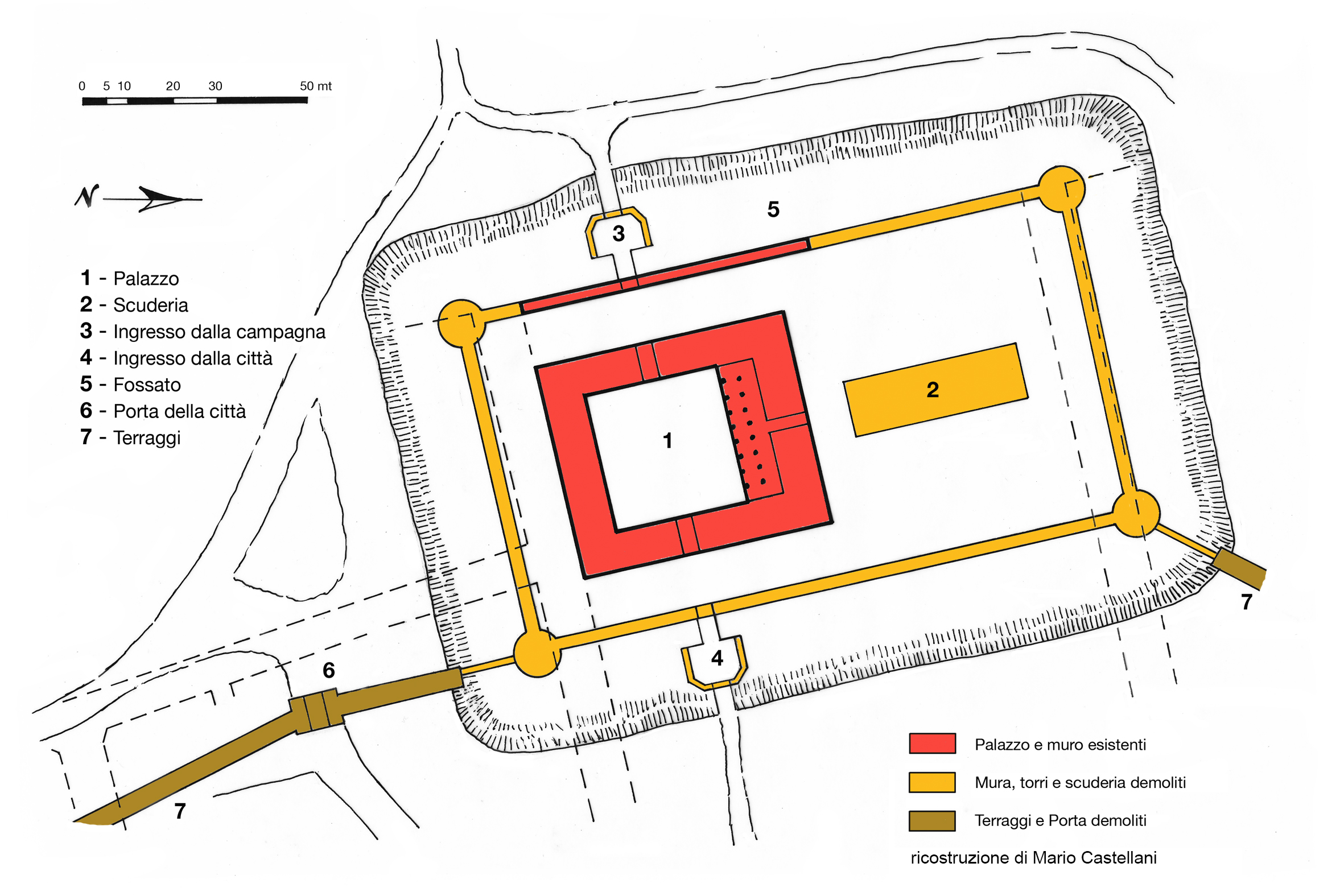
Disegno ricostruttivo della Rocca Nuova

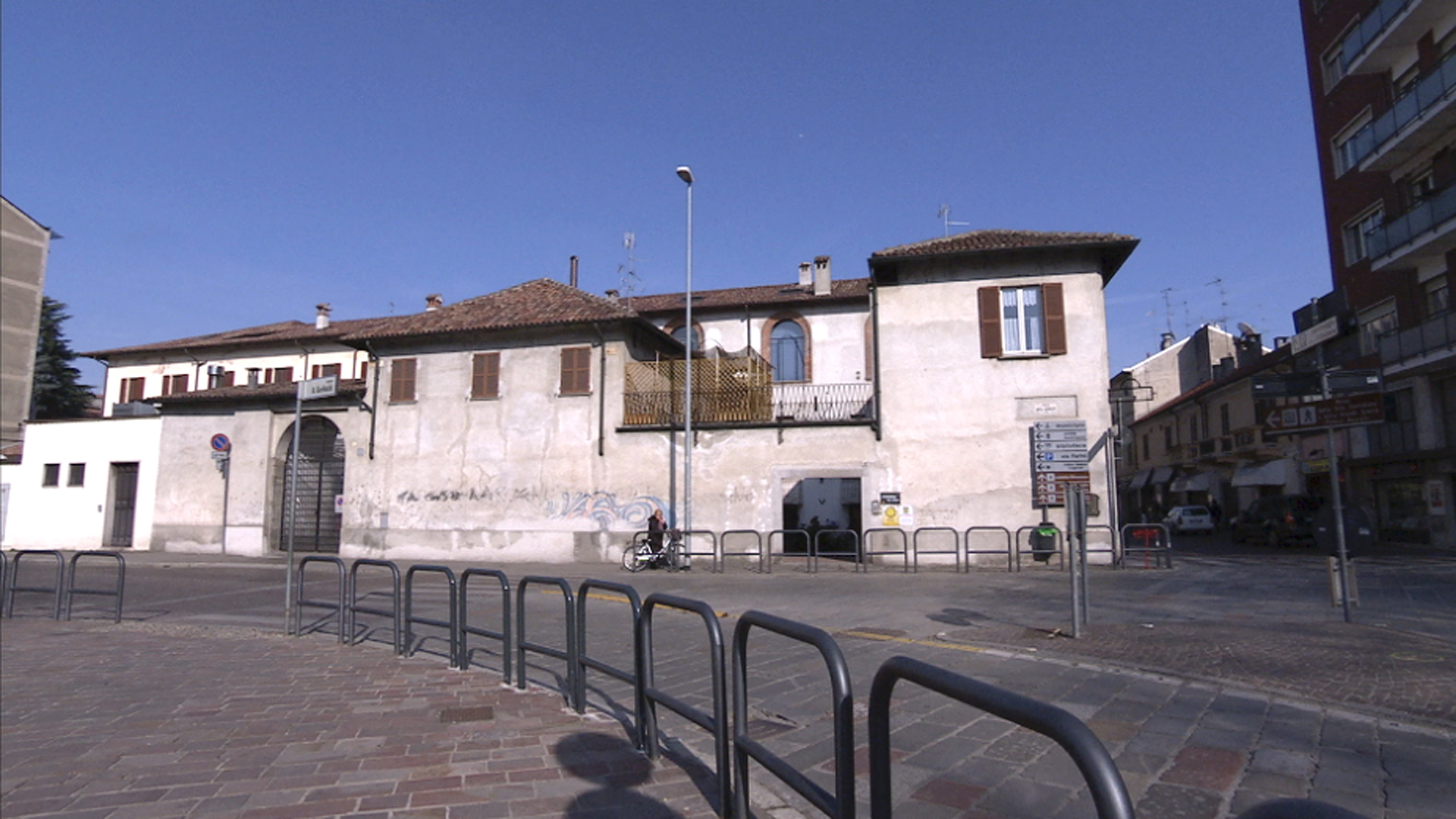
Vista da sud-ovest

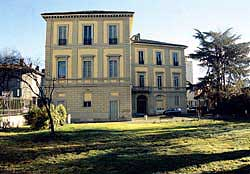
Palazzo Crespi, sede della Biblioteca Civica

Palazzo Sanseverino
Situato a ovest del centro storico, in fondo al corso della Repubblica che si diparte dall'ingresso neogotico del castello. Il complesso si presenta fortemente alterato nelle facciate esterne, tanto che non se ne riconoscono le origini rinascimentali e si fatica a coglierne l'aspetto monumentale conservato invece nel cortile interno caratterizzato sul lato nord da un ampio porticato e un loggiato aereo sorretto da mensole in granito sugli altri lati. In origine gli accessi erano due, uno verso la campagna a ovest e un altro verso la città a est, mentre l'attuale ingresso era occupato da uno scalone; un ulteriore passaggio posto sul lato nord conduceva al giardino dove si trovava una scuderia.
Costruito nel 1492 sotto la direzione di Sebastiano Altavilla di Alba come abitazione di Galeazzo Sanseverino comandante la guarnigione sforzesca e sposo di una figlia naturale di Ludovico il Moro, nel 1496 viene trasformato dal Moro in fortezza, con la costruzione di una cinta muraria con quattro torri tonde e un fossato a circuito del palazzo e del suo giardino, che viene quindi chiamata "Rocca Nuova" in contrapposizione alla rocca edificata da Luchino Visconti, situata a est dell'abitato che viene così denominata "Rocca Vecchia". All'inizio del Cinquecento, sotto il marchesato di Giangiacomo Trivulzio, si rinforzano gli accessi con la costruzione dei rivellini. Nel 1535, poco prima della sua morte, il Duca Francesco II Sforza fa costruire il porticato con il piano sovrastante e decorare i prospetti sulla corte. Nel 1543, per volontà di Alfonso D'Avalos viene realizzato un terrapieno di difesa esterna che comporta la demolizione di 42 case, soprattutto verso il castello. Nel 1646, dopo la conquista francese dell'anno prima, la rocca viene presa dagli spagnoli che ne demoliscono le strutture difensive. Si salva dalla distruzione il palazzo e parte della muratura edificata da Ludovico il Moro sul lato ovest, di tale muratura ne rimane un ampio tratto con l'originale accesso verso la campagna. Nel 1655 Giovanna Eustachia della Santa Croce riceve in dono dal Re di Spagna il palazzo e le macerie delle fortificazioni, che vengono vendute, quindi trasforma l'edificio in un monastero dedicato a S. Chiara con la costruzione di una chiesa addossata al lato sud e consacrata nel 1680, sul sito dell'attuale strada. Nel 1805 il monastero viene soppresso quindi il palazzo viene lottizzato e acquistato da privati che lo trasformano in abitazioni, demoliscono la chiesa e realizzano a loro spese l'attuale strada. Con la costruzione della strada odierna gli ingressi originali vengono chiusi e si realizza quello attuale con la ricostruzione della parte su cui addossava la chiesa e il rimaneggiamento della facciata della parte sud-ovest che viene occupata dall'albergo "della Corona". Verso la fine dell'Ottocento vengono costruiti i due edifici situati tra il palazzo e la superstite muratura della rocca, edifici che fino a pochi decenni fa, insieme a parte del palazzo, hanno ospitato l'albergo "dei Tre Re". Nel 1937 viene ristrutturata la parte sud-est del corpo su strada con il rifacimento della facciata nella forma attuale. Parte delle mura superstiti della rocca voluta dal Moro vengono ulteriormente demolite con la costruzione di un edificio negli anni sessanta.
Palazzo Crespi
Eretto nel 1893 da Giuseppe Crespi, fondatore dell'omonimo cotonificio, fu acquistato dai signori Gagliardone e poi dai Biffignandi; successivamente venne ceduto al P.N.F. come Casa del Fascio. Nel secondo dopoguerra passò al Comune che, dal 1966, vi ospita la Biblioteca, intitolata nel 1983 allo scrittore vigevanese Lucio Mastronardi. I Musei Civici, che comprendono la Pinacoteca Civica e il Museo della Calzatura, prima situati presso questo Palazzo, sono stati trasferiti dal 2009 presso il Castello Sforzesco.
Le facciate mostrano paraste e tamponamenti a bugnato liscio al primo piano, mentre i piani superiori restano decorati con le sole paraste; le finestre sono incorniciate con timpano a motivi geometrici e si alternano a balconate in pietra con pilastrini al primo piano e in ferro battuto decorato al secondo piano. All'interno lo scalone d'onore si articola in quattro rampe ad andamento ottagonale con gradini in marmo. Alcune delle sale conservano affreschi ai soffitti con temi decorativi e figurativi in stile liberty. Adiacente al palazzo, un giardino cintato conserva antichi alberi ad alto fusto.
Palazzo Saporiti
Sito in via Cairoli 27, fu costruito nel 1846 con i lasciti del Marchese Marcello Saporiti. Dopo aver ospitato il Collegio Nazionale e il Convitto Saporiti, dal 1887 è sede del Liceo Benedetto Cairoli.
Palazzo Civico
Palazzo Roncalli
Casa Crespi
Villa Crespi
Villa Merlo
Palazzo Locatelli

### Architetture militari
Castello Sforzesco
Il castello è in realtà un complesso di edifici il cui perimetro si estende su un'area di oltre due ettari, nel punto più alto della città. Gli edifici sono tutti legati tra di loro e appaiono come una struttura unica con molte articolazioni.
Il nucleo iniziale risale al X secolo, ma inizia ad assumere l'aspetto attuale nel 1341, con la cosiddetta rocca vecchia. Dal 1466 si succedono vari interventi che trasformano il castello nella residenza dei duchi Sforza. Altre consistenti modifiche si hanno a partire dalla prima metà dell'Ottocento, per adeguare il castello a esigenze militari.
L'uso militare venne abbandonato sul finire degli anni '60 del Novecento; nel 1980, dopo un decennio di abbandono, iniziano i lavori di restauro e recupero del grande complesso di edifici.
Attualmente è sede museale.

### Altro
Piazza Ducale
La Piazza Ducale di Vigevano, nel cuore della città, è una delle più famose piazze d'Italia. Venne costruita per volere di Ludovico il Moro su disegno di Leonardo Da Vinci in soli due anni, tra il 1492 e il 1494 come anticamera del castello divenuto residenza ducale.
Si presenta a pianta rettangolare di 138 metri per 46, con orientamento prevalente nord-ovest/sud-est; è racchiusa su tre lati da edifici porticati omogenei e sul quarto lato dalla facciata della cattedrale. All'angolo sud-ovest si trova la rampa che conduce al cortile del castello passando sotto la torre del Bramante. L'aspetto attuale della piazza è dovuto in buona parte agli interventi del 1680, compiuti dal Vescovo Caramuel e da opere successive.

## Società

### Evoluzione demografica

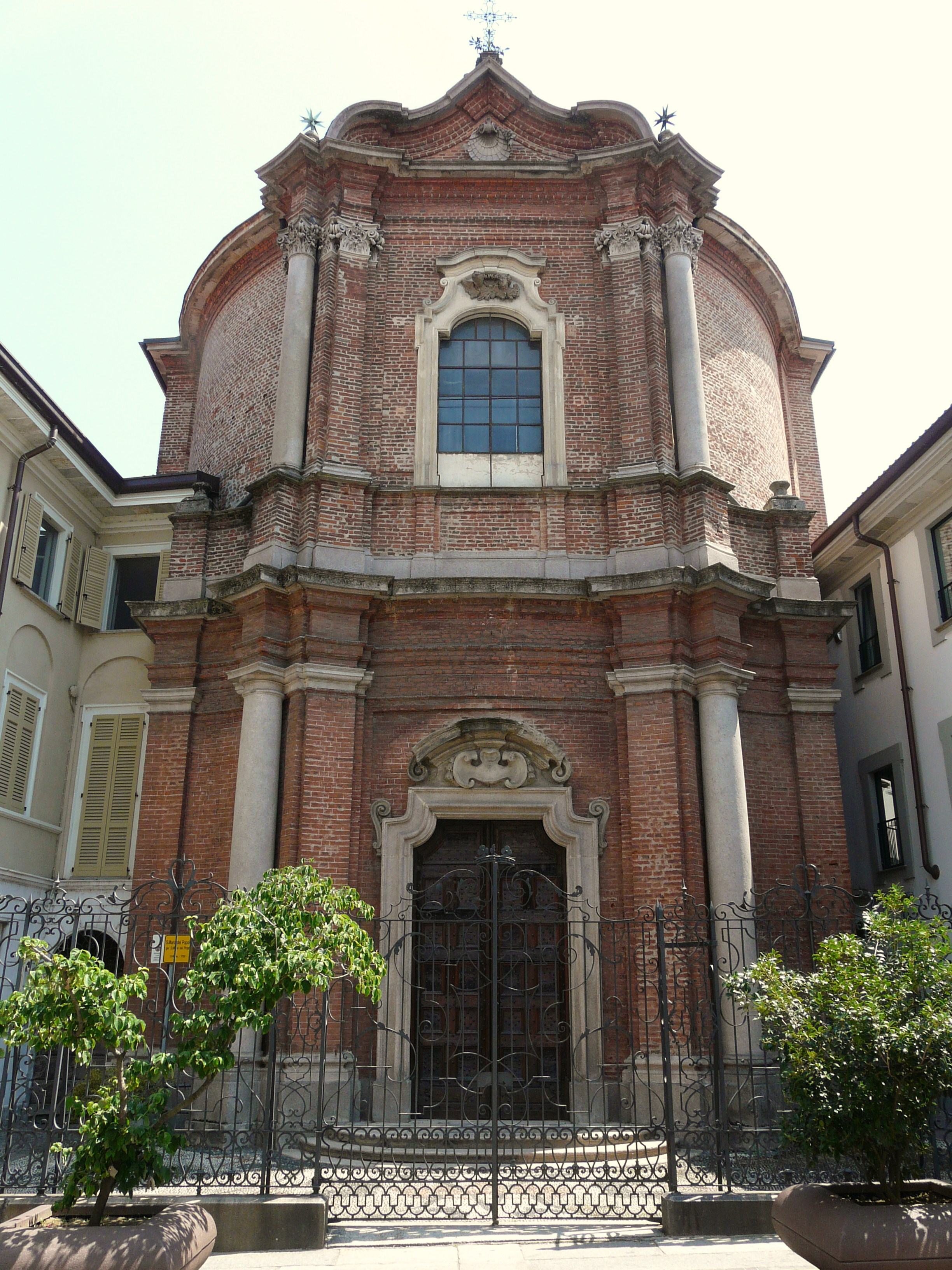
La chiesa di Santa Maria del Popolo

Abitanti censiti

### Etnie e minoranze straniere
Al 1º gennaio 2018 gli stranieri residenti a Vigevano con regolare permesso di soggiorno erano 9 366, pari a circa il 14,8% della popolazione. Le nazionalità più rappresentate erano:
1. Egitto, 1 722
2. Romania, 1 323
3. Albania, 989
4. Marocco, 718
5. Ecuador, 479
6. Cina, 455
7. Perù 432
8. Tunisia, 379
9. Filippine, 376
10. Ucraina, 321

## Cultura

### Scuole
- Liceo Benedetto Cairoli: Liceo Classico; Liceo Scientifico; Liceo delle scienze umane e Liceo Linguistico.
- Istituto Caramuel: Liceo Scientifico delle Scienze Applicate; Chimica; Elettronica; Informatica; Meccanica.
- Istituti Paritari Leonardo Da Vinci: Liceo Linguistico; Liceo Scientifico sportivo; Amministrazione finanza marketing; Costruzioni ambiente e territorio.
- Istituto Paritario San Giuseppe: Liceo delle scienze umane.
- Istituto Tecnico Casale: Amministrazione, Finanza e Marketing; Costruzioni, Ambiente e Territorio; Bioarchitettura & Design; Sistema Moda; Turismo.
- Istituto Castoldi: Servizi commerciali; Operatore ai servizi di promozione e accoglienza turistica.
- Istituto Roncalli: Manutenzione e assistenza tecnica; Operatore elettrico fotovoltaico.

### Eventi
- Stracittadina Scarpa d'oro (terza domenica di marzo)
- Palio dei Fanciulli (seconda domenica di maggio)
- Estate in Castello (rassegna di eventi durante il periodo estivo)
- Festa di San Bernardo, con rogo del diavolo (primo fine settimana di settembre)
- Palio delle Contrade (seconda domenica di ottobre)
- Natale sotto la Torre (rassegna di eventi durante le festività di fine anno)

### Stampa
A Vigevano ha sede un distaccamento della redazione de la Provincia Pavese.

### Televisione
L'Emittente Milano Pavia TV ha sede presso il capoluogo lomellino.

### Teatro

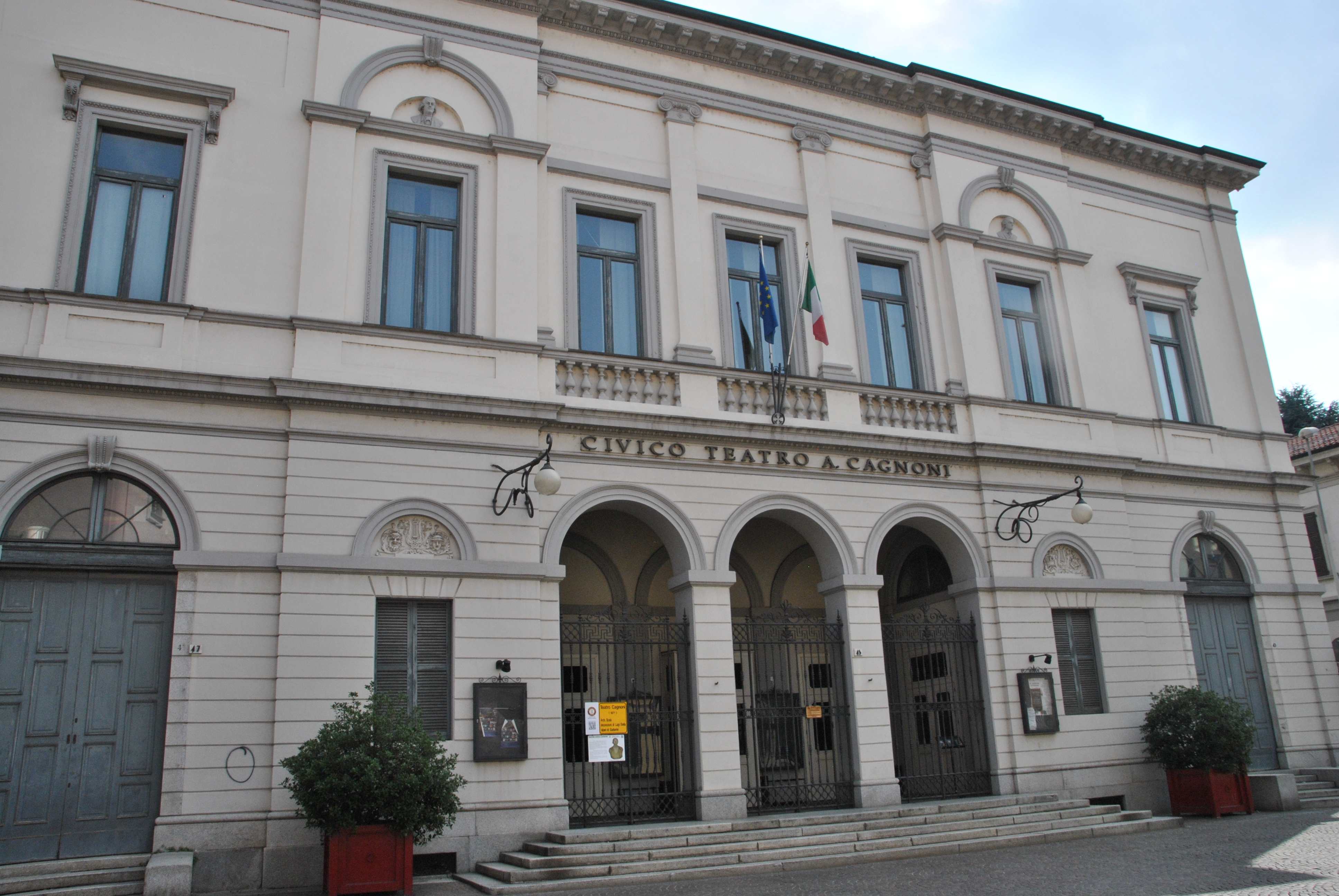
Teatro civico Cagnoni

Da segnalare anche il Teatro Cagnoni, inaugurato nel 1873, sede ogni anno di una stagione teatrale ricca di eventi e manifestazioni.

### Cucina
Tra le svariate proposte di piatti e delizie gastronomiche che impreziosiscono Vigevano e la Lomellina, spiccano insaccati, formaggi e i piatti a base di riso, questi ultimi presenti in tutti i tipi di portate, dagli antipasti ai dolci.
Il Dolceriso del Moro
A Vigevano viene prodotto un dolce tipico chiamato Dolceriso del Moro, che si dice sia stato sfornato per la prima volta nelle cucine del Castello Sforzesco della città nella primavera del 1491, quando la duchessa Beatrice d'Este, la giovane moglie del duca Ludovico Sforza, detto il Moro, creò un dolce speciale da offrire al "signor suo consorte" e agli ospiti che qui trascorrevano "tutto il die et persino a mezza nocte passata in zoghi e feste". Il dolce, vera espressione rinascimentale, è legato al territorio, perché ripieno di quel riso (che gli dà il nome) la cui coltivazione si andava affermando nelle terre del Vigevanasco, e ricercato, perché profumato dall'acqua di rose e ricco di cedri canditi dei confettieri genovesi. Lo stampo inciso con l'impresa araldica dello "scovino", caro al Moro, ne impreziosisce la forma.

Ingredienti:

Pasta frolla: Farina di grano, burro, zucchero, uova, aromi.

Ripieno: riso e latte, pinoli, mandorle, cedro candito, farina di mandorle, acqua di rose.

### Musei
All'interno del Castello Sforzesco sono presenti i seguenti Musei:
- Museo internazionale della calzatura
- Pinacoteca Casimiro Ottone (Pinacoteca Civica)
- Museo archeologico nazionale della Lomellina
- La Leonardiana (museo aperto da maggio 2016 e dedicato all'opera di Leonardo da Vinci)[29].

#### Archivio Storico "Merula"
Presso le sale dell'ex-orfanotrofio "Merula", in via Merula, 40, si trova il Museo dell'Imprenditoria vigevanese.
L'intero nucleo dei Musei Civici è stato dedicato a Luigi Barni (1º ottobre 1877 – 28 maggio 1952), uomo di grande lungimiranza e fervente passione che contribuì significativamente alla nascita e alla crescita delle collezioni d'arte esposte.

### Cinema
A Vigevano è ambientato ed è stato girato il film Il maestro di Vigevano, diretto da Elio Petri nel 1963, interpretato da Alberto Sordi e direttamente tratto dal romanzo omonimo di Lucio Mastronardi.

## Geografia antropica

### Urbanistica
Il centro storico della città ha una pianta a semicerchio con via Rocca Vecchia a fare da diametro e il sistema di Corso Garibaldi-Cavour da arco, quest'ultimo costruito lungo il confine delle antiche mura. Le due principali piazze del centro, Ducale e Sant'Ambrogio, sono collegate dalla breve via Roma, sede di negozi e bar. Dal centro storico i principali assi viari che si dipanano sono quello di corso Novara verso nord, di corso Pavia verso sud-est e di corso Milano verso nord-est, in corrispondenza delle antiche porte. Le altre due principali arterie cittadine rivolte rispettivamente a sud-ovest e sud, corso Torino e corso Genova, hanno inizio da Piazza Volta, uno dei principali snodi viari di Vigevano situato di fronte a Palazzo Sanseverino. Ne risulta quindi una città costruita a raggiera, in maniera non dissimile da Milano e altre importanti città del nord. L'intero capoluogo lomellino è cinto da un anello di circonvallazione concluso nel 2012 con l'apertura del tratto da corso Milano a corso La Malfa, a nord.

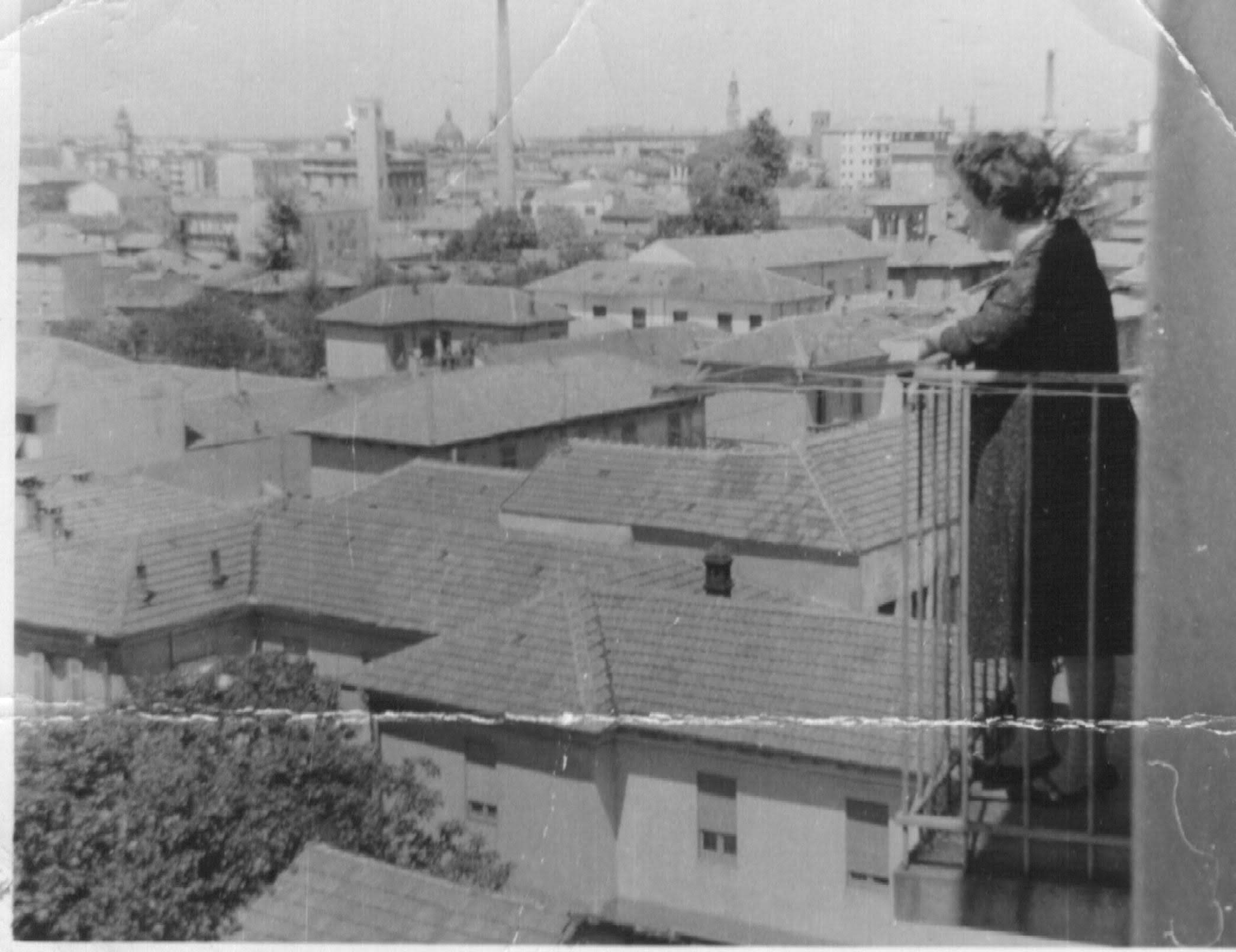
Vigevano, vista panoramica da corso Genova (anni '60)

La struttura del centro storico è fortemente medievale, ricca di viottoli e piazzette. Tra queste spicca Piazza Martiri della Liberazione, sulla quale si affaccia l'auditorium San Dionigi. Tra le vie più frequentate in virtù delle attività commerciali presenti risaltano Corso Vittorio Emanuele II, Via XX Settembre, Corso della Repubblica e Via del Popolo, quest'ultima ricca di palazzi risalenti al XVIII e XIX secolo, in buono stato di conservazione. La forte presenza di una comunità straniera, soprattutto di origine araba, ha permesso di creare uno dei quartieri vigevanesi più peculiari, spartito tra le vie Mulini, Costa e Riberia, nel settore meridionale del centro storico. Ricca di negozi tipici quali macellerie e kebabberie, oltre a sartorie e panetterie, l'ampia zona permette alla città ducale di offrire un panorama antropico unico nella Provincia di Pavia.

### Le contrade e il Palio
In occasione del Palio delle Contrade, organizzato ogni anno dall'Associazione Sforzinda, presso il Castello si sfidano con quattro giochi popolari dodici contrade (di cui tre di recente istituzione) che riprendono le originarie contrade quattrocentesche:
1. Castello: contrada del Duca, padrone dei giochi. (Sant'Ambrogio - Duomo)
2. Costa: contrada con sede nel convento di San Pietro Martire. (San Cristoforo in San Pietro Martire)
3. Strata: contrada con sede nella chiesa di Santa Cecilia (Chiesa del Sacro Cuore).
4. Mercanti: contrada dei mercanti della città. (San Francesco)
5. San Crispino e San Crispiniano: contrada degli artigiani cittadini che venivano anticamente riuniti in corporazioni. (Gesù Divin Lavoratore)
6. Cicerino: contrada situata presso l'antica Porta Cicerino da cui il nome e presieduta dalla corporazione dei panettieri. (Beata Vergine Addolorata)
7. San Martino: contrada corrispondente al borgo di San Martino, fuori le mura, contraddistinto da acquitrini e paludi. (Beata Vergine Immacolata)
8. Griona: contrada presieduta dai guardiani delle acque, preziosissime un tempo nella Lomellina per la coltivazione del riso. (S. Maria di Fátima)
9. Valle: contrada che comprende i feudi rurali esterni alla città. (Santi Giovanni e Pio)
10. Predalata: contrada situata presso l'antica Porta Predalata. (Cuore Immacolato di Maria - Madonna Pellegrina)
11. Contado: contrada situata presso Santa Maria delli pesci e presieduta dai pescatori della città. (Cristo Re)
12. Bronzone: contrada situata presso la porta detta «Il Bronzone» (al confine con la Rocca Vecchia) era presieduta dall'Ospedale dei Pellegrini. (San Giuseppe)

### Frazioni

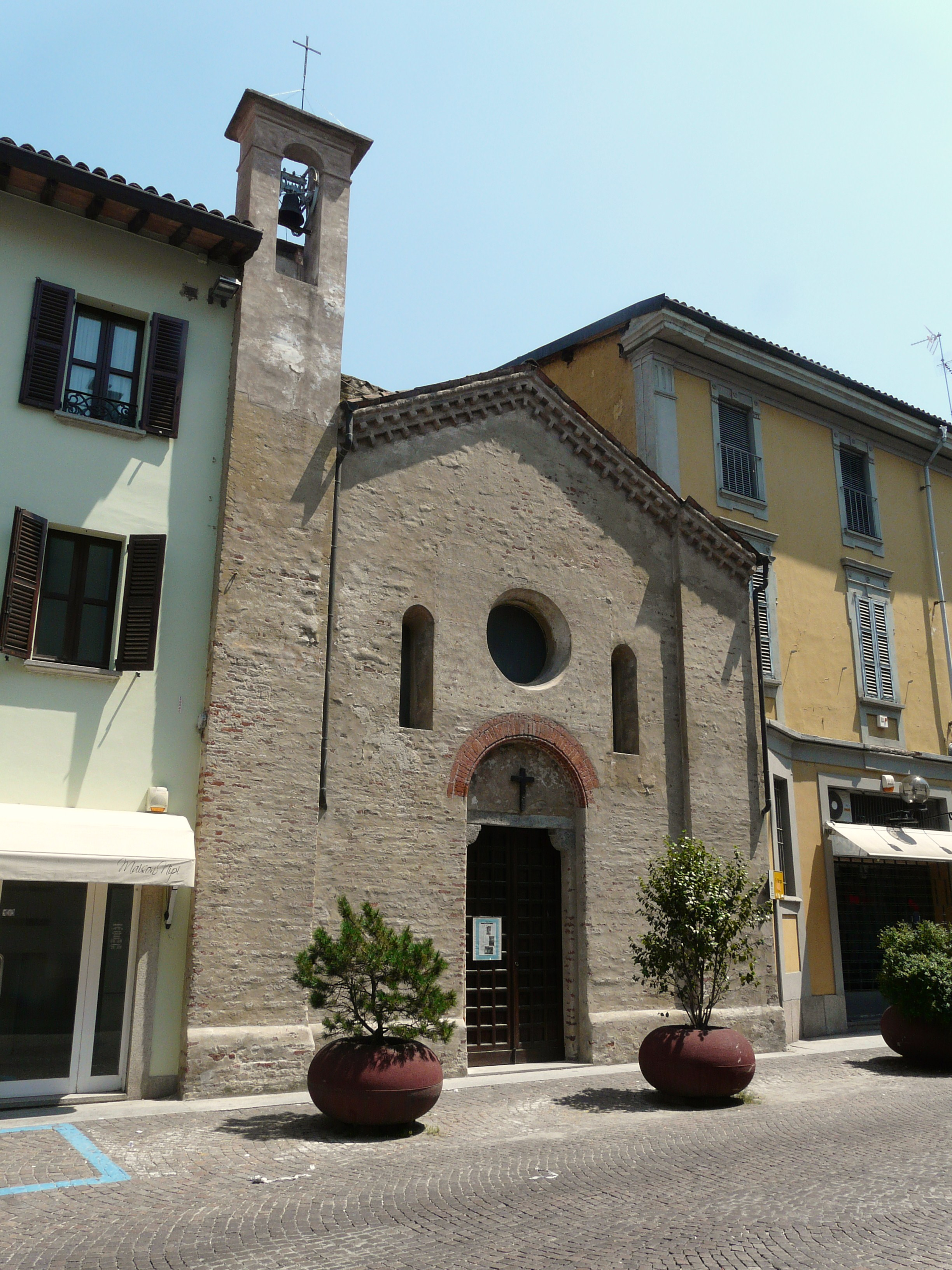
La chiesa di San Giorgio (X sec.)

- Piccolini: in prossimità della frazione trova spazio un ampio Istituto Penitenziario. Dal 1993 al 2014 con la denominazione di Casa Circondariale, dal 2014 a oggi Casa di Reclusione. L'istituto si articola in due reparti, uno maschile e l'altro femminile. Fino al 2014 era dotato dei circuiti di alta e media sicurezza e protetti; dal 2014 è presente una sola sezione di alta sicurezza, al reparto femminile.[30]
- Buccella
- Fogliano Superiore
- Fogliano Inferiore
- Morsella
- Sforzesca

## Economia
Vigevano è da secoli uno dei poli di riferimento per quanto riguarda la manifattura lombarda e italiana: fu Ludovico il Moro a introdurre nel capoluogo lomellino l'industria della seta, che accanto alla già consolidata tradizione laniera contribuirà ad assegnare una fisionomia ben definita a uno dei principali centri industriali dell'Italia settentrionale.
Il settore più importante dell'economia vigevanese è tuttavia quello calzaturiero, con produzione di scarpe, accessori, materiali e macchine per calzature. Già attiva nella seconda metà del XIX secolo, la manifattura calzaturiera cominciò ad affermarsi durante la prima guerra mondiale, per raggiungere l'apice durante gli anni cinquanta, in contemporanea all'esportazione di decine di milioni di scarpe in Italia e all'estero che permisero a Vigevano di guadagnarsi il titolo di capitale della calzatura.
Nei decenni successivi, in particolare a partire dagli anni '70, con il progressivo spostamento della produzione verso i paesi in via di sviluppo e una forte concorrenza interna ebbe inizio una crisi sempre più profonda del settore. Nonostante ciò la città e i comuni limitrofi costituiscono ancora oggi uno dei riferimenti per l'industria calzaturiera italiana, grazie anche a una specializzazione nel meccano-calzaturiero che ha portato Vigevano a essere leader mondiale nella produzione di macchinari per calzature.
L'agricoltura è principalmente incentrata sulla produzione del riso, vista l'ampia diffusione delle risaie in Lomellina. È inoltre da segnalare che la vicina Cassolnovo è indicata come probabile sede della prima risaia italiana.
Dal 1961 al 1984 ha operato a Vigevano la fabbrica di televisori Mäkelä.
Dagli inizi del 2010 fino ad oggi, Vigevano risulta tra le città più povere della Lombardia, con un PIL pro capite di circa 19 800 euro e la disoccupazione sempre presente. Si stima che circa il 40% della popolazione sia a rischio povertà causata da stipendi troppo inferiori alla media e prezzi troppo elevati per lo standard di vita della città. Il 45% della popolazione lavora fuori città.

## Infrastrutture e trasporti

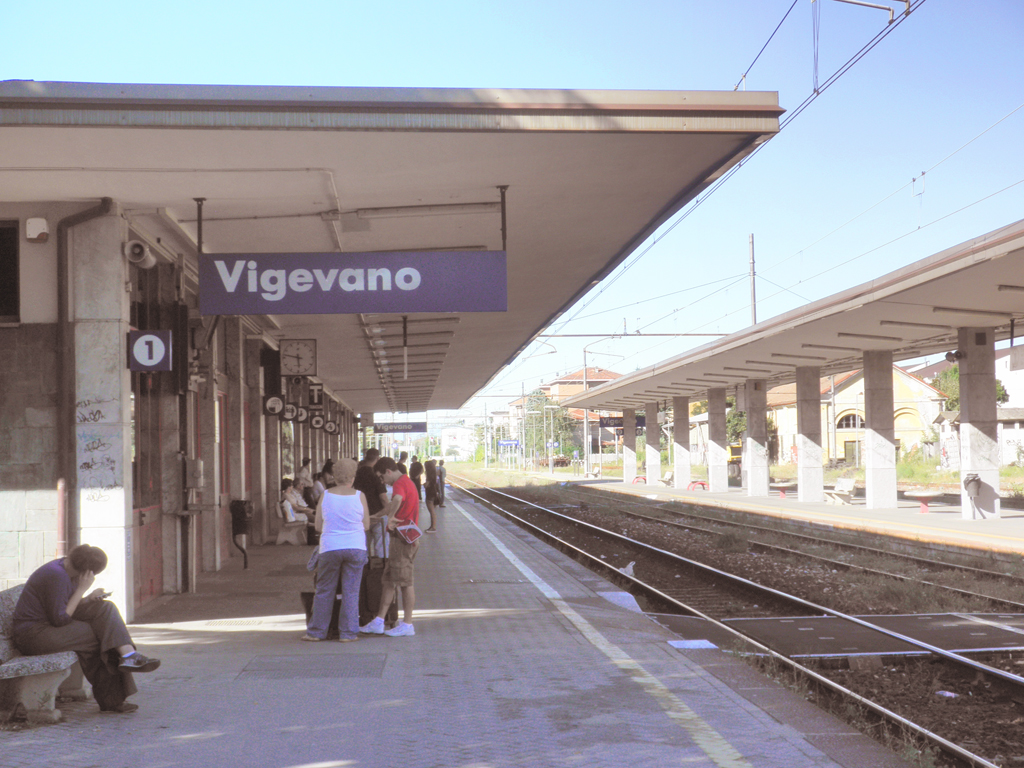
La stazione ferroviaria

### Strade
Il comune è attraversato dalla strada statale 494 Vigevanese, alla quale dà il nome; la strada, passando per Vigevano, collega Milano ad Alessandria. I caselli autostradali più vicini sono quelli di Bereguardo-Pavia Nord e di Gropello Cairoli-Pavia Sud, entrambi situati sulla A7 Milano-Genova.

### Ferrovie e tranvie
La stazione di Vigevano, posta lungo la ferrovia Milano-Mortara, è servita da treni regionali svolti da Trenord nell'ambito del contratto di servizio stipulato con la Regione Lombardia, in servizio tra le stazioni di Mortara e Milano Porta Genova, con alcune coppie di corse prolungate su Alessandria; non vi sono invece treni da e per Pavia, costituendo un singolare caso in cui i due comuni più popolosi e importanti di una provincia non sono dotati di un collegamento ferroviario diretto.
Nel centro cittadino sorgeva, fra il 1884 e il 1934, un impianto a servizio della tranvia Novara-Vigevano-Ottobiano.

### Mobilità urbana
Il trasporto pubblico cittadino è svolto mediante autolinee urbane e interurbane esercite rispettivamente dalle società LINE S.p.A. e Autoguidovie S.p.A.

## Amministrazione
| Periodo           | Periodo           | Primo cittadino          | Partito      | Carica         | Note          |
| ----------------- | ----------------- | ------------------------ | ------------ | -------------- | ------------- |
| 29 aprile 1945    | 3 maggio 1946     | Francesco Garbarino      | PSI          | Sindaco        |               |
| 3 maggio 1946     | maggio 1950       | Attilio Bonomi           | PCI - PSI    | Sindaco        |               |
| maggio 1950       |                   | Paolo Morselli           |              | Sindaco        |               |
|                   | 1953              | Ernesto Boselli          |              | Sindaco        |               |
| 1953              | 1957              | Francesco Soliano        |              | Sindaco        |               |
| 23 dicembre 1957  | 1960              | Pietro Piazza            | PSI          | Sindaco        |               |
| 29 dicembre 1960  | 22 novembre 1964  | Corasmino Maretti        | PSI          | Sindaco        |               |
| 26 gennaio 1965   | 1965              | Franco Pozzi             | PCI          | Sindaco        |               |
| 1965              | febbraio 1966     | Francesco Mognaschi      |              | Comm. pref.    |               |
| 4 febbraio 1966   | 29 aprile 1968    | Gastone Veronese         | PSI          | Sindaco        |               |
| 16 luglio 1968    | 17 novembre 1968  | Mario Zaccone            |              | Giunta tecnica |               |
| 17 novembre 1968  | 1969              | Ermanno Nobile           | PCI          | Sindaco        |               |
| 1969              | 1975              | Franco Pozzi             | PCI          | Sindaco        |               |
| 1975              | 1980              | Luigi Bertone            | PCI          | Sindaco        |               |
| 1980              | 1985              | Carlo Santagostino       | PCI          | Sindaco        |               |
| 1985              | 1987              | Damiano Nigro            | DC           | Sindaco        |               |
| 1987              | 1989              | Lucia Rossi              | DC           | Sindaco        |               |
| 1989              | 1990              | Rosario Riccio Mandoliti | PSI          | Sindaco        |               |
| 1990              | 1993              | Lucia Rossi              | DC           | Sindaco        |               |
| 21 giugno 1993    | 1996              | Giuseppe Rubini          | Lega Nord    | Sindaco        |               |
| 1996              | 2000              | Valerio Bonecchi         | L'Ulivo      | Sindaco        |               |
| 16 aprile 2000    | 28 marzo 2010     | Ambrogio Cotta Ramusino  | Forza Italia | Sindaco        |               |
| 12 aprile 2010    | 22 settembre 2020 | Andrea Sala              | Lega Nord    | Sindaco        |               |
| 22 settembre 2020 | Sospeso           | Andrea Ceffa             | Lega         | Sindaco        | [ 39 ] [ 40 ] |

### Gemellaggi
- Ficarra[41]
- Matera[42]

## Sport

### Calcio
La maggiore realtà calcistica cittadina è il Vigevano Calcio 1921, militante in Prima Categoria. Fondata nel 1921 col nome di "Giovani Calciatori Vigevanesi", nei suoi primi trent'anni di storia la squadra lomellina ha sfiorato più volte la promozione in Serie A, senza mai riuscire ad ottenerla. Numerose sono state invece le partecipazioni al campionato di Serie B, l'ultima nella stagione 1958-1959, che insieme alle cospicue partecipazioni nei campionati professionistici di terza e quarta serie ottenute fino alla fine degli anni '70 permettono ancora oggi al Vigevano di rientrare tra le prime cento squadre d'Italia per tradizione sportiva secondo i criteri stabiliti dalla FIGC, nonché al sessantaseiesimo posto nella classifica perpetua della Serie B. Per la stagione 2023/2024 ha militato nel campionato di Prima Categoria lombarda, ottenendo al termine l'ammissione nel campionato di Promozione .
Le altre realtà calcistiche ducali sono:
- G.S. Superga
- Accademia Lomellina, società satellite del Città di Vigevano di esclusivo settore giovanile.

### Basket
Soprannominata "la Salonicco d’Italia", Vigevano è città dalla grande tradizione cestistica. Nella seconda metà degli anni settanta la società Pallacanestro Vigevano, sponsorizzata Mecap, strappò una storica promozione in Serie A1, annoverando negli anni campioni di grande prestigio come Albanese, Malagoli, Solman, Mayes, Iellini, Polesello, Franzin, Crippa, Delle Vedove, Thomas, Urga, Zanatta, Boni, Dellavalle, Premier e molti altri. Negli anni più recenti la principale realtà cestistica cittadina è stata la Nuova Pallacanestro Vigevano, che nella stagione 2008/2009 è tornata nel basket professionistico (Lega2) dopo 25 anni, passati per la maggior parte in A dilettanti (ex-B1). Nel 2010, a causa di problemi fiscali, la squadra è stata retrocessa dalla Lega Nazionale in Prima Divisione e successivamente non si è iscritta al campionato. Nell'estate del 2013 la società è stata rifondata col nominativo di Nuova Pallacanestro Vigevano 1955; nella stagione 2017-2018, i gialloblù, dopo un'autentica marcia trionfale di sole vittorie nella regular-season, vincono il campionato di serie C Gold e vengono promossi in Serie B. Nella stagione 2022-2023 ottengono nuovamente l'ammissione alla serie A2: dopo essersi classificati secondi nella stagione regolare, ed aver vinto il proprio tabellone dei play off, partecipano alla final four, svoltasi a Ferrara, arrivando secondi ed ottenendo così la promozione. Esistono altre realtà: la Pro Vigevano Parona, che partecipa al Campionato di Serie D, la Junior Basket e (dal campionato 2022/23) la C.A.T. (Congregatio Altae Turris) in Promozione.

### Triathlon
A Vigevano ha sede l'Associazione Sportiva Dilettantistica Junior Club Triathlon Vigevano, fondata nel 2006; nel 2009 è stato avviato il settore giovanile. Dal 2012 viene organizzato il “Trofeo Città di Vigevano”, facente parte del circuito nord-ovest giovanile.

### Hockey su prato
La città di Vigevano vanta una singolare eccellenza sportiva nell'ambito dell'hockey su prato, con la propria compagine, la Paolo Bonomi, che con i suoi due scudetti rappresenta ancora oggi il punto più alto mai raggiunto da una squadra della provincia di Pavia in qualsiasi competizione sportiva. Entrambi gli scudetti furono vinti in un periodo nel quale lo scenario hockeystico italiano era dominato dalla squadra vigevanese: il primo nella stagione 1972/1973, sponsorizzata dalla ditta vigevanese Co.Ge.Ca., il secondo nella stagione 1979/1980. Le partite della Paolo Bonomi sono disputate presso Castello d'Agogna.
La squadra è ritornata nel 2009 in serie A1, lega alla quale è ancora iscritta alla stagione 2016/17 dopo anni di solidi risultati.

### La Scarpa d'oro
La tradizionale gara podistica internazionale denominata "Scarpa d'Oro" si svolge all'inizio della stagione primaverile.
È una corsa di mezzofondo, su strada, nata nel 1980 da un'idea di Lord Sebastian Coe, ex atleta, Pari d'Inghilterra e presidente della candidatura olimpica di Londra per i Giochi organizzati nel 2012.
Il percorso, di circa 8 km, si snoda tra le vie storiche della città con arrivo nella Piazza Ducale.
Dal 2006 la corsa ha ottenuto la denominazione di Half Marathon: in programma tradizionalmente l'ultima domenica di marzo e affiancata alla Family Run, corsa a passo libero per le famiglie, ha negli anni visto un incremento dei partecipanti.

## Galleria d'immagini

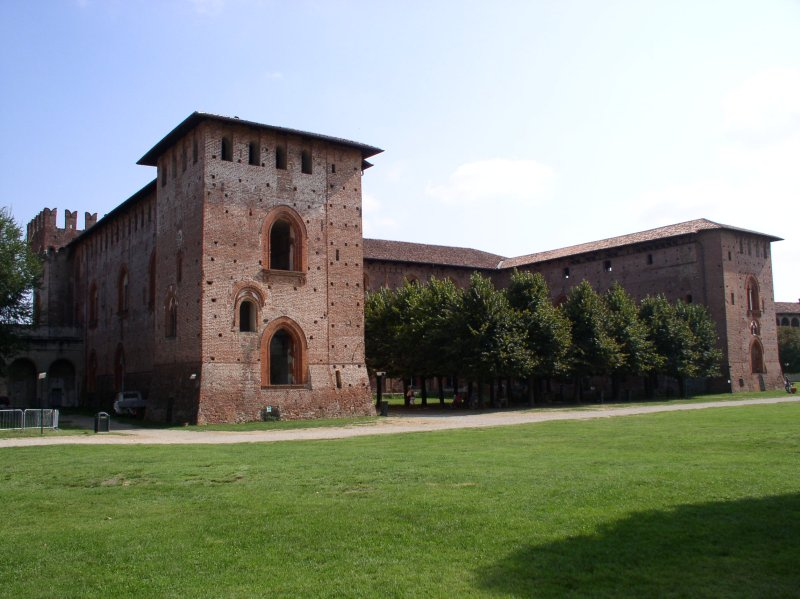
Maschio del castello, veduta dal cortile interno
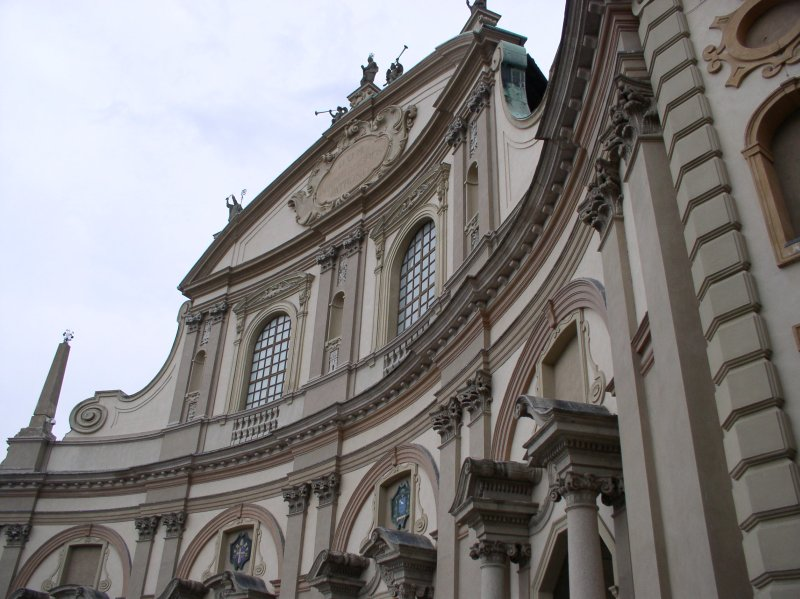
Facciata del Duomo
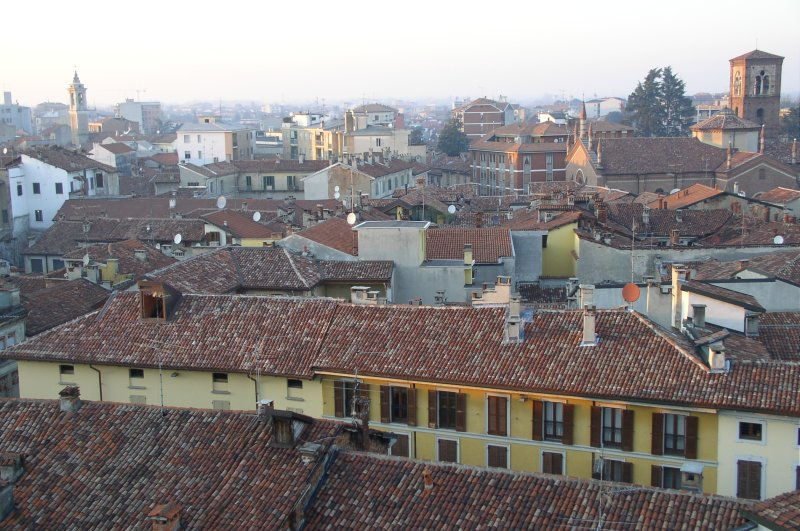
Vigevano vista dalla Torre del Bramante
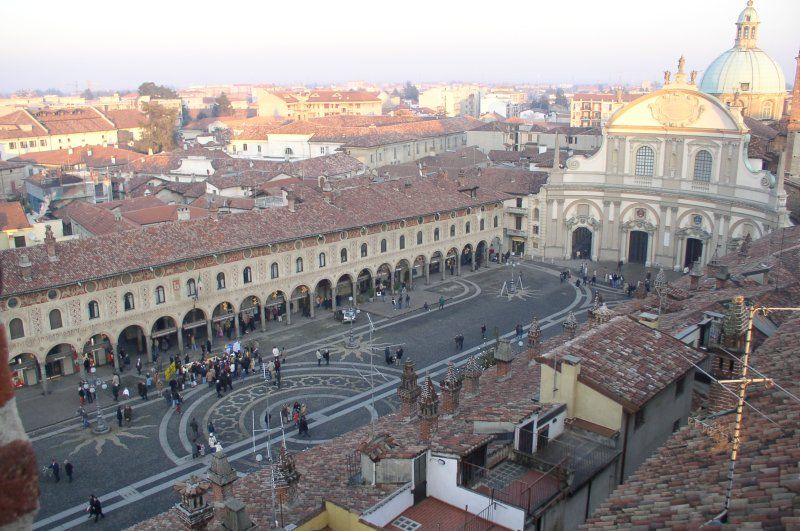
Veduta panoramica della Piazza Ducale.
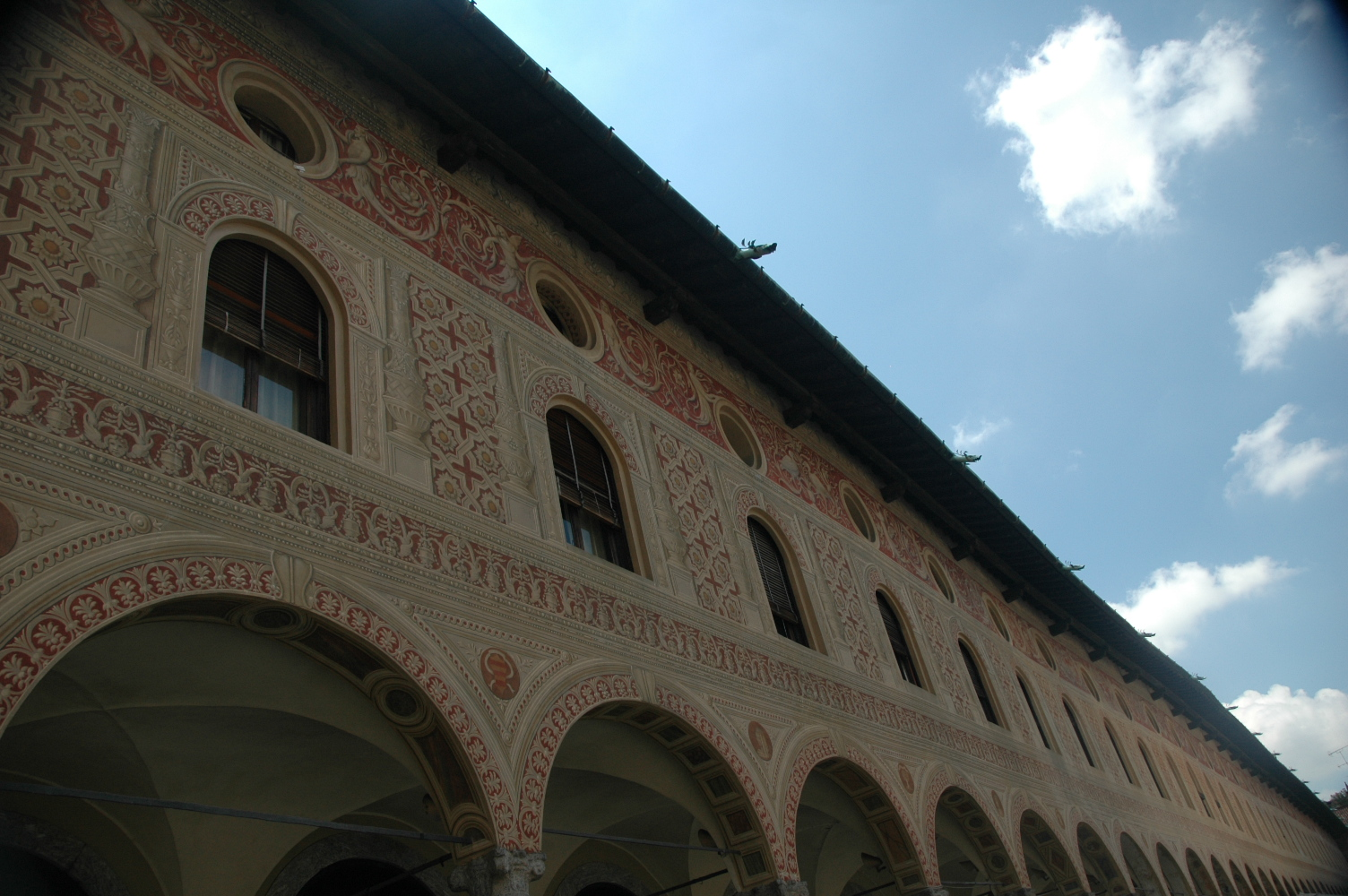
Veduta della parte alta del lato nord della Piazza Ducale.
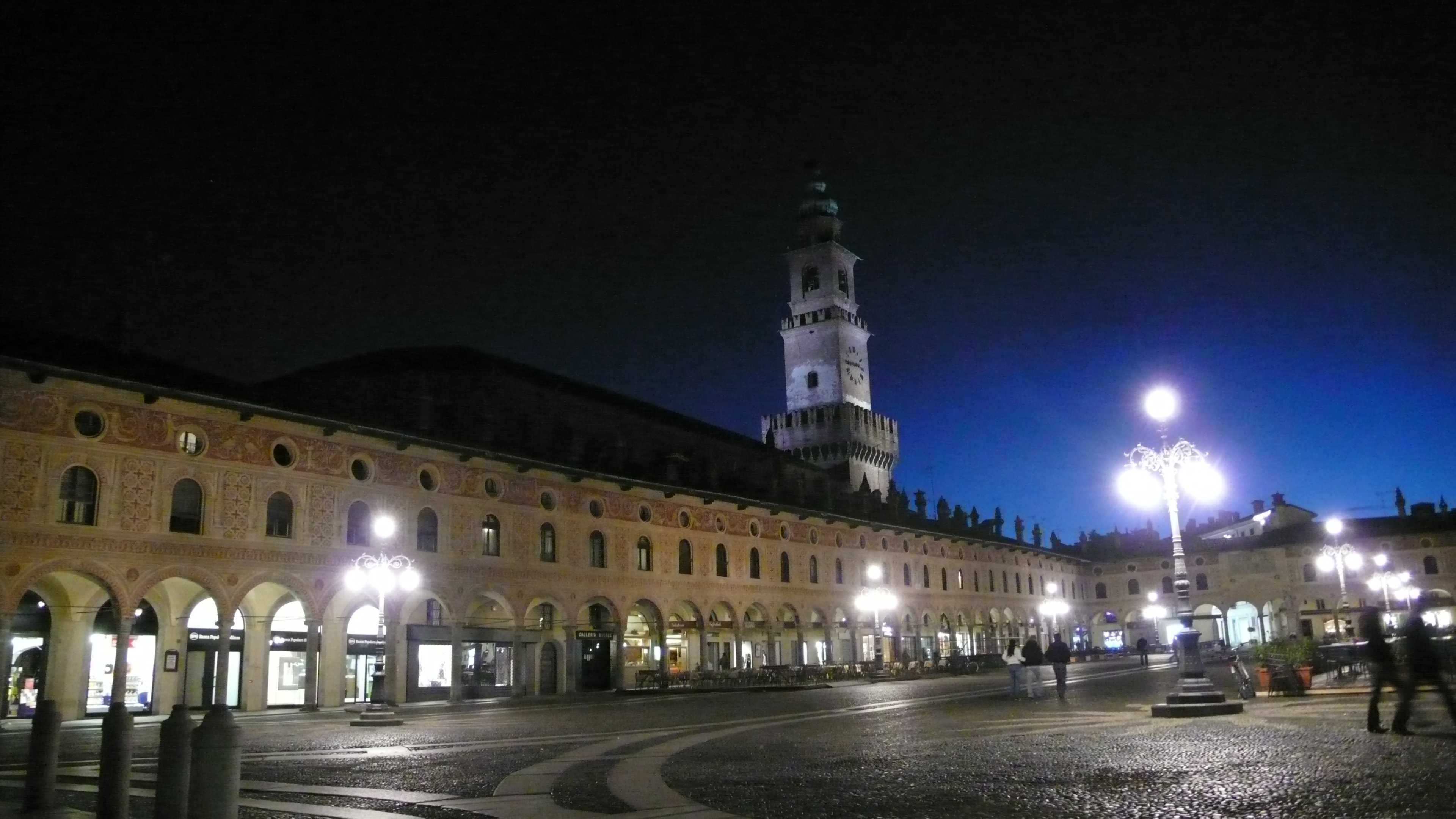
Veduta notturna della Piazza Ducale
Chiesa della Madonna di Pompei
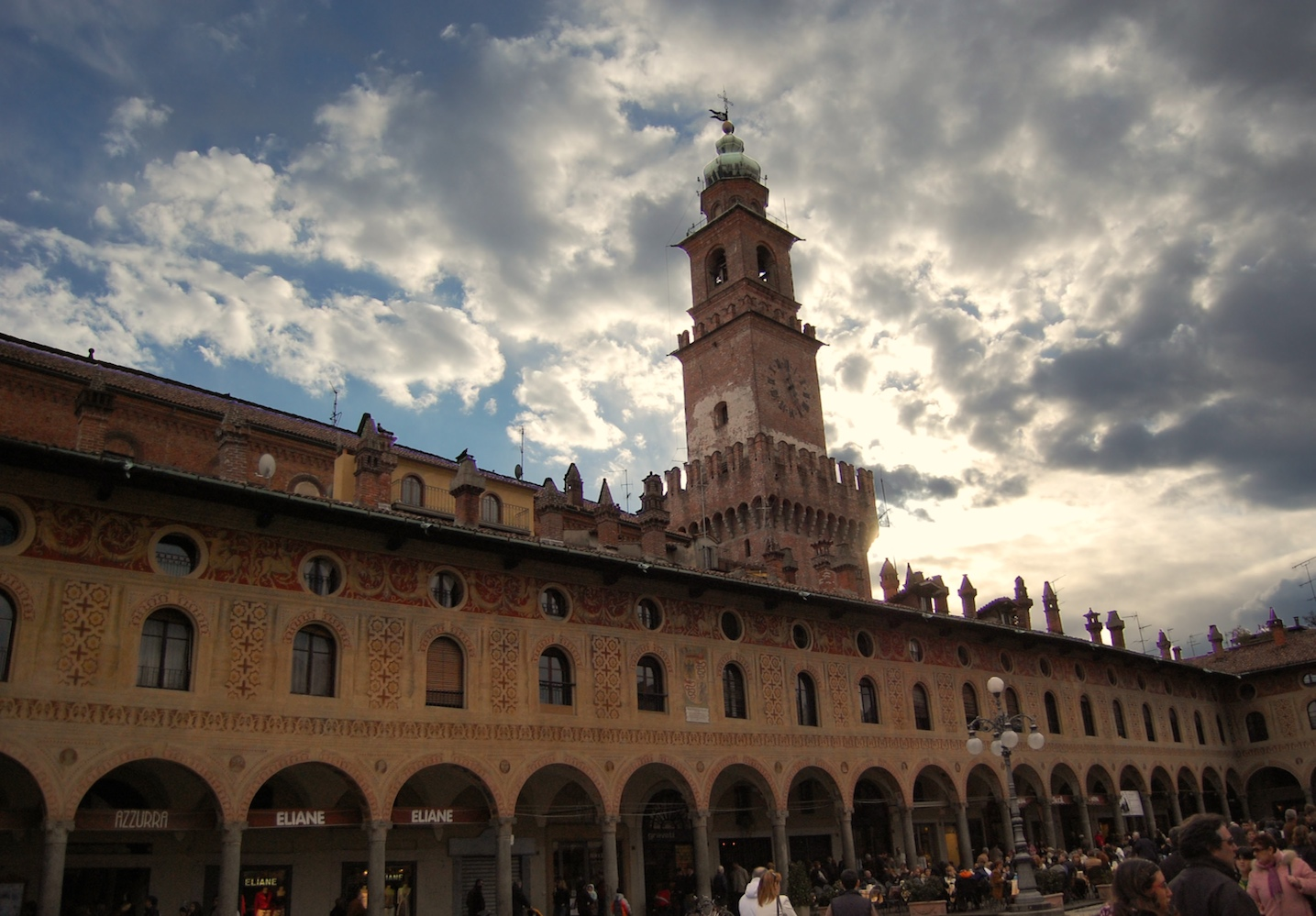
Porticato di Piazza Ducale, alle spalle la Torre del Bramante